# Hests kirkja
Hests kirkja er en kirke på Færøerne i  bygden Hestur på øen Hestur. Kirken hører til Færøernes folkekirke. Den blev færdigbygget 1910 og indviet den 5. juni 1911 af Fríðrikur Petersen.
Den har over vestenden et firkantet tårn med et ottesidet spir, hvis hjørner går ned ad tårnet i en spids. Taget var tidligere af metal, men er skiftet ud med eternittag

Kirken har fem vinduer i nordsiden og fire i sydsiden. Indgangsdøren er i vestenden samt i sydsidens vestende. 
Altertavlen er malet af Sven Havsteen-Mikkelsen og forestiller Maria med Jesusbarnet. På nordvæggen hænger en ældre altertavle, en kopi efter Carl Bloch, malet Chr. Holm Isaksen og forestiller Jesu bjergprædiken.
Dåbsfadet fra 1991 er af messing. 
Kirken har to kirkeskibe. Den ene er en ottemands-færøbåd og den anden er sluppen "Seagull" lavet af Joánnes Johannesen i 1961. 
Kirkeklokken er støbt af B. Løw & søn i København og har indskriften: "Jeg mildner sorg og betrygger glæde". Kirken har 150 pladser. Kirkens orgel er et Verland Johansen orgel fra 1985 med 4 stemmer.